# Wiji Thukul
 (février 2025).
Si vous disposez d'ouvrages ou d'articles de référence ou si vous connaissez des sites web de qualité traitant du thème abordé ici, merci de compléter l'article en donnant les références utiles à sa vérifiabilité et en les liant à la section « Notes et références ».
Wiji Thukul, ou Widji Thukul, est un poète indonésien, né le 23 août 1963 à Surakarta, sur l'île de Java. Poète engagé et militant de l'opposition contre le régime autoritaire de Soeharto, il est porté disparu depuis les émeutes de 1998 qui ont conduit à la chute du pouvoir, durant lesquelles il a probablement été enlevé et tué par des services du gouvernement.
Il était membre du Parti démocratique du peuple (PRD).